# Erik Andersson Stensiö
Erik Helge Osvald Stensiö (2 de octubre de 1891 - 11 de enero de 1984) fue un paleozoólogo sueco.
Nació Erik Andersson en Stensjö en la Provincia de Kalmar, y posteriormente cambió su apellido por el de su villa natal. Su nombre a veces se encuentra ortografiado como Erik Andersson Stensiö o como Erik A. Stensiö.
En 1921, obtuvo el doctorado en paleontología y el título académico de docente-privado (Privatdozent) de la Universidad de Upsala. Y en 1923, fue nombrado profesor y conservador en el Departamento de Zoopaleontología (luego llamado Departamento de Paleozoología) del Museo de Historia Natural en Estocolmo, cargo que ocupó hasta su jubilación en 1959.
Los trabajos de Stensiö principalmente versaron sobre anatomía y evolución de vertebrados « inferiores ». Y entre muchas otras cosas, demostró Stensiö que los placodermos estaban emparentados a los tiburones modernos.
Su primera obra de envergadura, Triassic fishes from Spitzbergen (part I: Vienna-1921; part II: Stockholm-1925), fue escrita partiendo de material recolectado en el curso de sus expediciones a Spitsbergen, en 1912, 1913, 1915, y 1916.
Stensiö actuó como miembro de la Real Academia de Ciencias de Suecia a partir de 1927. Y en 1946, fue elegido miembro extranjero de la Real Sociedad de Londres.
Recibió también la Medalla Wollaston en el año 1953, así como la Medalla Linneana de la Sociedad Linneana de Londres en el año 1957. Y en 1958, también fue recompensado con la prestigiosa Medalla Darwin-Wallace de la Sociedad Linneana de Londres.
Fundador de la Escuela de Estocolmo en Paleozoología, su enseñanza fue continuada por sus sucesores, Erik Jarvik y Tor Ørvig.